# Бича
Бича (алб. Binxhë или Binxha) је насеље у општини Клина, Косово и Метохија, Република Србија. Удаљена је 7 км северно од Клине.

## Становништво
| Демографија | Демографија | Демографија |
| Година      | Становника  | Становника  |
| ----------- | ----------- | ----------- |
| 1948.       | 352         |             |
| 1953.       | 356         |             |
| 1961.       | 446         |             |
| 1971.       | 482         |             |
| 1981.       | 440         |             |
| 1991.       | 430         |             |

## Знамените личности
- Лука Дончић, словеначки кошаркаш
- Милоје Дончић, српски пјесник
- Саша Дончић, словеначки кошаркаш